# 40e Gemotoriseerde Korps (Wehrmacht)
Het 40e Gemotoriseerde Korps (Duits: Generalkommando XXXX. Armeekorps (mot.)) was een Duits legerkorps van de Wehrmacht tijdens de Tweede Wereldoorlog. Het korps kwam in actie op de Balkan in 1941 en nam deel aan de veldtocht tegen de Sovjet-Unie.

## Krijgsgeschiedenis

### Oprichting
Het 40e Gemotoriseerde Korps werd opgericht op 15 september 1940 in Wehrkreis VIII door omvormen van het 40e Legerkorps.

### Balkan

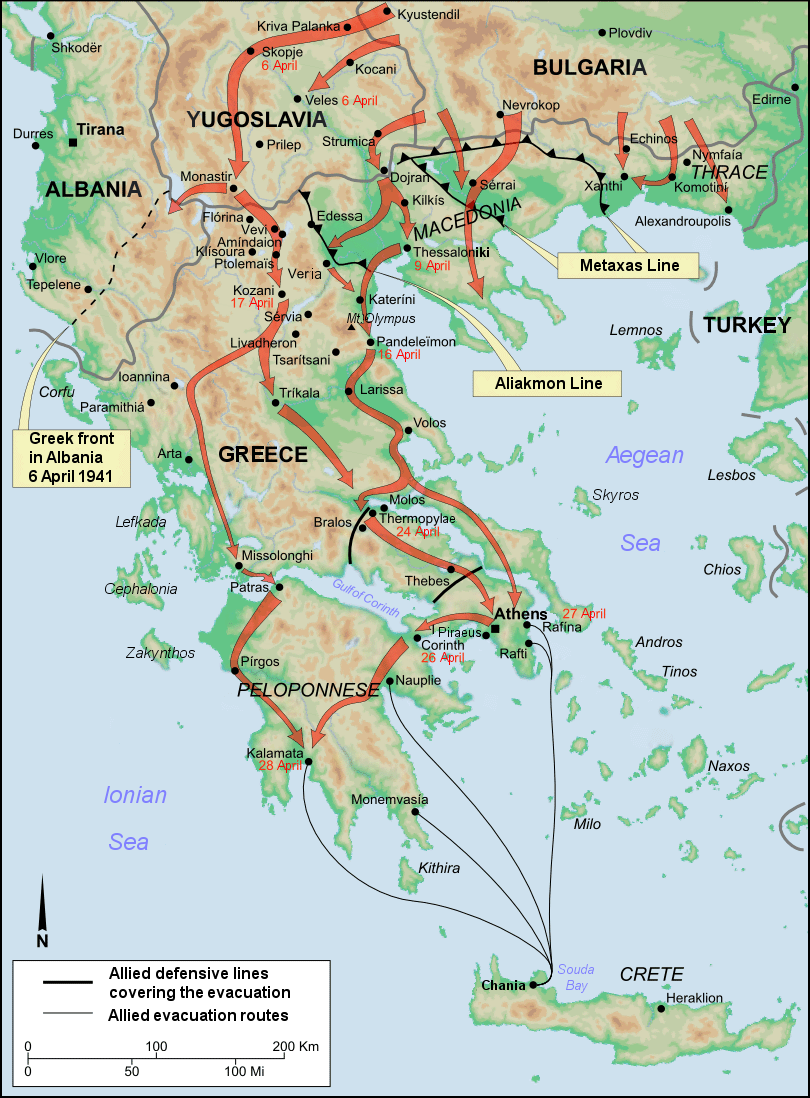
De slag om Griekenland

Het korps lag in Breslau en werd later overgebracht naar Wenen in Wehrkreis XVII. In februari 1941 volgde een transport naar Roemenië en vervolgens naar Bulgarije. Het korps had een belangrijke taak in de aanval op Griekenland. Op 6 april beschikte het korps over de 9e Pantserdivisie, de 73e Infanteriedivisie en de Leibstandarte SS Adolf Hitler (regiment). Het korps trok de grens naar Macedonië over en veroverde op 7 april al Skopje. De volgende dag draaide het korps naar het zuiden naar Bitola en over de Griekse grens. Delen van het korps gingen westwaarts en maakten contact met de Italianen langs de Albanese grens. De opmars verder naar het zuiden, bracht zowel het 1e Griekse Leger langs de Albanese grens, als het Britse Expeditiekorps aan de Aliakmon-linie in gevaar. Op 15 april kreeg het korps versterking van de 5e Pantserdivisie, maar vanaf 19 april kwam de 9e Pantserdivisie in reserve. Op 22 april viel de 5e Pantserdivisie de terugtrekkende Britten aan bij Thermopylae. De Leibstandarte was intussen via west-Griekenland, langs de kust, tot op de Peloponnesos gekomen. En veroverde de Peloponnesos tot 30 april samen met de 5e Pantserdivisie komend vanuit Korinthe. Na afloop van de veldtocht keerde het korps terug naar Wenen.

### Oostfront

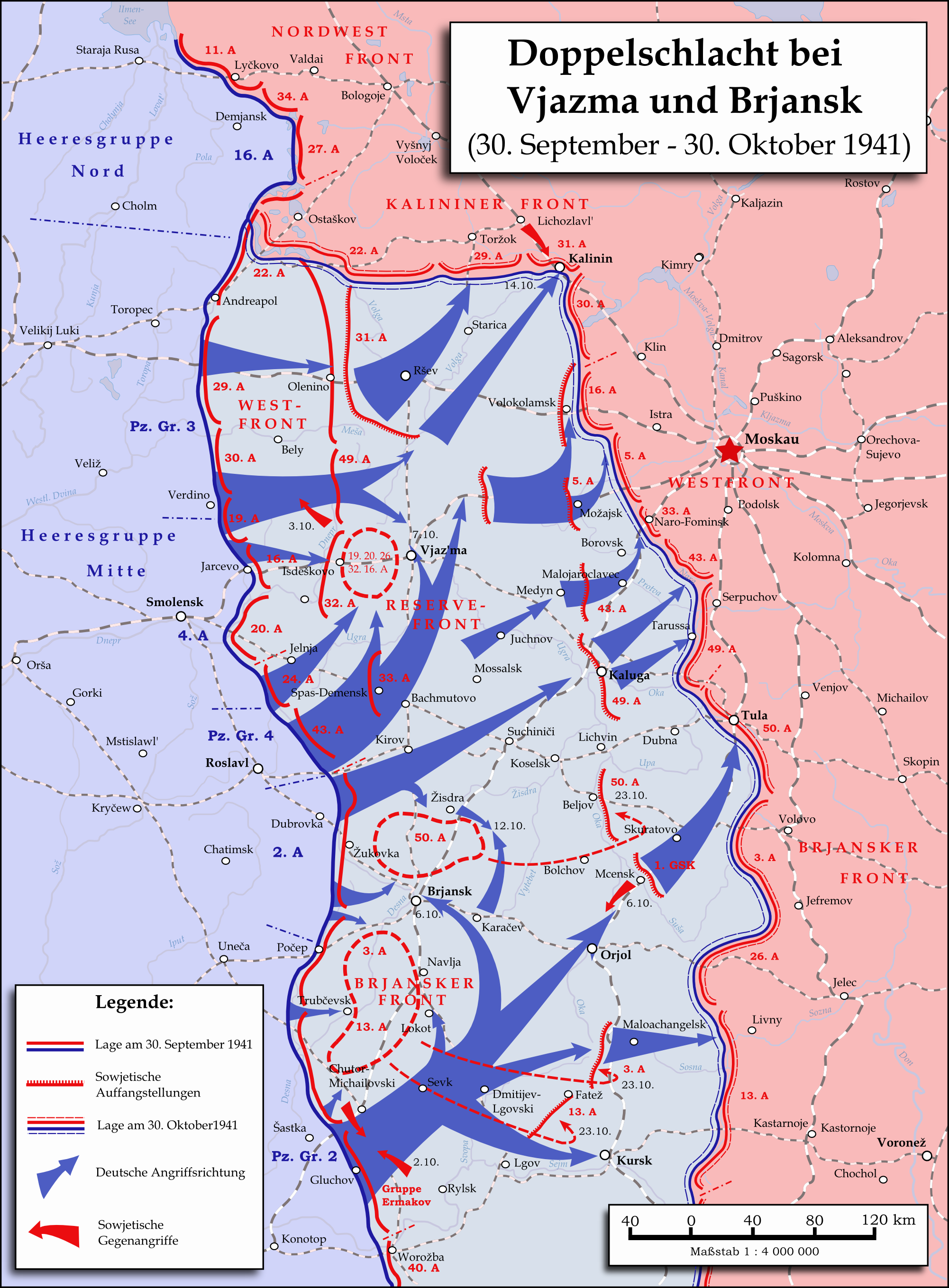
De opmars naar Moskou

Omdat het korps pas heel laat terugkwam van de Balkan, werd het in eerste instantie niet ingezet in Operatie Barbarossa, maar was OKH-reserve. Pas in augustus werd het korps in de reserve van Heeresgruppe Mitte geplaatst en vlak erna kwam het korps in de frontlijn rond Usvyaty Bor. Begin september was de frontlijn iets noordelijker opgeschoven tot bij Toropets. Bij het begin van Operatie Taifun, op 2 oktober, was het korps verplaatst naar het Pantsergruppe 4 in de buurt van Roslavl en beschikte over de 2e en 10e Pantserdivisies en de 258e Infanteriedivisie. De aanval ging vlot van start en al op 4 oktober kon het korps met de 10e Pantserdivisie Kirov en Mosalsk innemen (110 km van de startlijn) en de volgende dag viel Juchnow. Nu werd het korps naar het noorden gedraaid. Op 7 oktober om 10.30 u nam het korps Vjazma in en ’s middag trof men het 56e Pantserkorps van Pantsergruppe 3. De ring om vijf Sovjetlegers was gesloten. Deze pocket van Vjazma werd op 14 oktober al leeggeruimd. Vervolgens werd de opmars naar Moskou weer opgenomen. Via Moshask kwam het korps eind october tot Ruza, maar daar stokte de opmars door de Raspoetitsa. Op 18 november, na inval van de vorst en weer verharde wegen, kwam de opmars weer op gang. Het korps (met 10e Pantserdivisie en 2e SS-Divisie “Das Reich”) rukte verder op tot Krasnaja Poljana (noordwestelijk van Moskou), maar toen was het echt op. Het korps kon niet verder meer en lag vast voor Moskou. Op 5 december startten de Sovjettroepen hun tegenoffensief. De uitgeputte Duitse troepen waren onder de intense winterse omstandigheden nauwelijks in staat een goede defensie op te bouwen. In de volgende twee weken werden het korps dan ook voortdurend teruggedreven. Op 16 december 1941 werd het korps uit de lijn gehaald en verder zuidelijk verplaatst naar het 4e Leger bij Gzjatsk. In fase 2 van dit offensief rukten de Sovjets op via Sukhinichi naar het westen. Het korps werd ingezet om een verdedigende stelling in te nemen van Juchnow langs Spas-Demensk en dan naar het zuiden. Hier slaagde het korps de Sovjettroepen (o.a. het 10e Leger) grotendeels te stoppen tegen eind december. Deze stelling werd in min-of-meer dezelfde positie nu de komende maanden behouden en langzaam weer versterkt. Intussen was Generaal Stumme van midden januari 1942 tot midden februari 1942 wegens ziekte afwezig en tijdelijk vervangen. In mei werd het korps in reserve van het OKH geplaatst, als voorbereiding op het nieuwe Duitse zomeroffensief, Fall Blau. Begin juni lag het korps in Charkov. Voor het offensief, dat op 28 juni 1942 begon, beschikte het korps over de 3e en 23e Pantserdivisies, de 29e Gemotoriseerde Divisie en de 336e Infanteriedivisie. Twee dagen later viel het 6e Leger aan van oostelijk van Charkov. Het tot dit leger behorende korps viel aan richting Volonovka en stak op 1 juli, na een opmars van 70 km, de Oskol over. Vervolgens ging de opmars verder richting het oosten, richting de Don.

Het 40e Gemotoriseerde Korps werd op 9 juli 1942 in Rusland, tussen de Oskol en de Don, omgedoopt in het 40e Pantserkorps.

## Bovenliggende bevelslagen
| Leger              | Legergroep         | Plaats/regio         | Begin               | Eind             |
| ------------------ | ------------------ | -------------------- | ------------------- | ---------------- |
| direct onder bevel | Heeresgruppe B     | Generaalgouvernement | 15 september 1940   | 21 december 1940 |
| 12. Armee          | Heeresgruppe B     | Generaalgouvernement | 21 december 1940    | 31 december 1940 |
| 17. Armee          | Heeresgruppe B     | Generaalgouvernement | 1 januari 1941      | januari 1941     |
| 12. Armee          | OKH                | Roemenië             | februari 1941       | februari 1941    |
| Panzergrupe 1      | OKH                | Bulgarije            | maart 1941          | maart 1941       |
| 12. Armee          | OKH                | Griekenland          | 5 april 1941        | mei 1941         |
| BdE                | -                  | Heimat               | juni 1941           | juni 1941        |
| direct onder bevel | OKH                | Heimat               | juli 1941           | juli 1941        |
| direct onder bevel | Heeresgruppe Mitte | Wit-Rusland          | augustus 1941       | augustus 1941    |
| 9. Armee           | Heeresgruppe B     | Toropets             | augustus 1941       | september 1941   |
| Panzergruppe 4     | Heeresgruppe Mitte | Vjazma, Moskou       | eind september 1941 | 16 december 1941 |
| 4. Armee           | Heeresgruppe Mitte | Juchnow              | 17 december 1941    | april 1942       |
| reserve            | OKH                | ??                   | mei 1942            | mei 1942         |
| 6. Armee           | Heeresgruppe Süd   | Charkov, Don         | juni 1942           | 9 juli 1942      |

## Commandanten

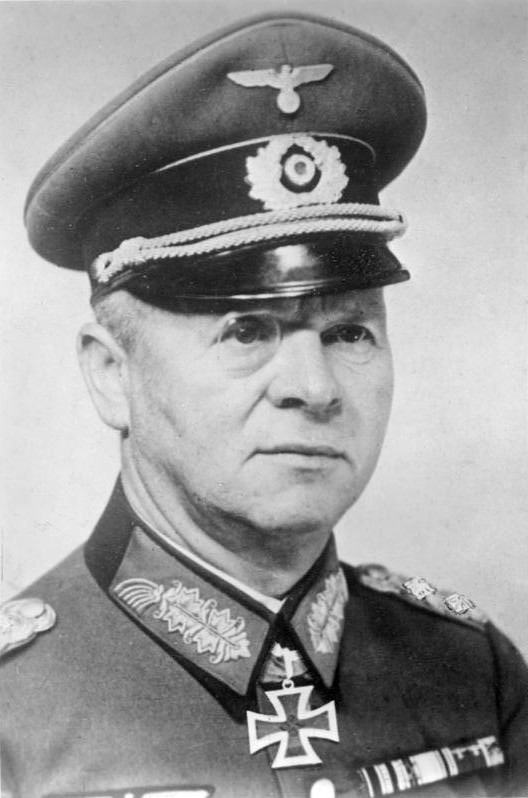
Generaal Georg Stumme

| Rang                                                                 | Naam         | Begin             | Eind             |
| -------------------------------------------------------------------- | ------------ | ----------------- | ---------------- |
| General der Kavallerie General der Panzertruppen (vanaf 4 juni 1941) | Georg Stumme | 15 september 1940 | 14 januari 1942  |
| Generalleutnant                                                      | Hans Zorn    | 15 januari 1942   | 16 februari 1942 |
| General der Panzertruppen                                            | Georg Stumme | 16 februari 1942  | 9 juli 1942      |